# 叱羅協
叱羅 協（しつら きょう、500年 - 574年）は、北魏末から北周にかけての軍人。もとの名を邕といったが、北周の武帝の諱を避けるため、協と改めた。字は慶和。本貫は代郡太平県。

## 経歴
代郡太守の叱羅珍業の子として生まれた。若くして州の小吏となり、恭謹で知られた。19歳で恒州刺史の楊鈞に抜擢されて従事をつとめた。六鎮の乱が起こると、叱羅協は冀州で客となった。527年（孝昌3年）、冀州が葛栄に包囲されると、叱羅協は刺史の元孚により統軍とされ、防御を委された。冀州の州城（信都）が陥落すると、叱羅協は葛栄に捕らえられた。528年（永安元年）、葛栄が敗れると、叱羅協は汾州刺史の爾朱兆に仕えて、録事参軍に任じられた。
531年（普泰元年）、爾朱兆が天柱大将軍となると、叱羅協はその司馬に抜擢され、趙郡太守に任じられた。爾朱兆が高歓と戦って初戦に敗れ上党に帰還すると、叱羅協に命じて建州で軍糧を監督させた。532年（普泰2年）、叱羅協は爾朱兆の命を受けて洛陽に入り、爾朱氏の諸叔たちと協議して、高歓を討とうと図った。爾朱兆らの軍が韓陵の戦いに敗れると、叱羅協は并州に帰り、肆州刺史に任じられた。533年（永熙2年）、爾朱兆が敗死すると、叱羅協は竇泰に仕え、竇泰に礼遇を受けた。竇泰が御史中尉となると、叱羅協は治書侍御史をつとめた。536年（天平3年）、竇泰が潼関に向かうと、叱羅協は監軍をつとめた。537年（東魏の天平4年、西魏の大統3年）、竇泰が敗死すると、叱羅協は西魏軍に捕らえられて入関した。
叱羅協は宇文泰の下で大丞相府東閤祭酒となり、撫軍将軍・銀青光禄大夫の位を受けた。ほどなく録事参軍に転じ、主簿に転じた。通直散騎常侍の位を加えられ、大行台郎中の職務をつとめた。大丞相府に属する従事中郎を歴任した。叱羅協は家族を東魏に残していたため、旧地に未練があるのではないかと宇文泰は疑っていた。しかし538年（大統4年）の河橋・邙山の戦いで西魏軍が敗れたとき、叱羅協は軍を率いて帰還してきた。宇文泰は叱羅協に二心のないことを知って、冠軍県男に封じた。ほどなく車騎将軍・左光禄大夫の位を加えられた。543年（大統9年）、直閤将軍・恒州大中正の位を受け、都督を加えられ、爵位を伯に進められた。549年（大統15年）、車騎大将軍・儀同三司・大都督・散騎常侍の位を受けた。
551年（大統17年）、宇文泰は漢中を経略しようと、叱羅協に南岐州刺史を代行させ、東益州の軍事を統制させた。552年（廃帝元年）、叱羅協は正式に南岐州刺史に任じられた。東益州刺史の楊辟邪が州で反乱を起こしたため、553年（廃帝2年）に叱羅協は兵を率いてこれを討つべく、軍を涪水に宿営させた。氐の反乱兵1000人が道を遮断して橋を壊しているのに遭遇した。叱羅協が儀同の仇買らを前進させてこれを討つと、反乱軍が道を開いたので、叱羅協は麾下の軍を進めさせた。さらに別の氐の反乱兵1000人が叱羅協を迎撃してきたため、叱羅協は兵400人を率いて硤道を守り、反乱軍と白兵戦をおこなうと、反乱軍は撤退していった。楊辟邪が城を棄てて逃走すると、叱羅協はこれを追って斬り、氐族たちをみな降伏させた。功により開府の位を受けた。そのまま尉遅迥の下で大将軍長史となり、兵を率いて蜀を討った。剣閣に入ると、尉遅迥の命により行潼州事をつとめた。
ときに五城郡の氐の首長の趙雄傑らが新州・潼州・始州の民を扇動して反乱を起こし、2万人あまりを集め、潼州の南の槐林山に拠った。梓潼郡の鄧朏・王令公らが郷邑の1万人あまりを誘い、潼州の東の涪水の北に柵を置いて反乱に呼応した。両勢力が潼州の州城に迫り、城中の食糧は少なかったが、叱羅協の部下の士気は高かった。そこで叱羅協は儀同の伊婁穆や大都督の司馬裔らに兵1000人あまりを率いさせ、夜間に涪水を渡らせて趙雄傑を討たせた。一戦して趙雄傑を撃破すると、王令公は柵を棄てて梓潼郡に逃げ帰った。王令公は鄧朏らとともに1万人あまりを率い、梓潼郡の東南で水を隔てて柵を置き、駅路を遮断させた。叱羅協は儀同の楊長楽や司馬裔らを派遣してこれを討たせた。さらに大都督の裴孟嘗に百姓を率いさせて後詰めとした。裴孟嘗は梓潼に到着したが、増水のため渡ることができなかった。王令公と鄧朏は裴孟嘗の軍の騎兵が少ないのを見て、3000人あまりで数重に包囲した。裴孟嘗は衆寡敵せず、馬を放棄して白兵戦に陥った。朝方から正午まで戦って、陣中で王令公や鄧朏らを斬った。反乱軍は首領を失うと、逃げ散っていった。反乱軍の仲間が旧柵に拠っていたため、裴孟嘗は楊長楽と合流して柵を攻めた。3日後、反乱軍は降伏を願い出た。この後もたびたび反乱があったが、叱羅協は兵を派遣して鎮圧した。
556年（恭帝3年）、叱羅協は宇文泰に召し出されて入朝し、蜀中の事を論じると、そのまま宇文氏の姓を賜った。ときに宇文護が孫恒や李植らを殺害していたため、司会中大夫の柳慶や司憲中大夫の令狐整らを腹心として求めた。柳慶と令狐整はいずれも辞退して、叱羅協を推薦した。叱羅協は宇文護に召しだされて同宿し、宇文護の腹心となることを承諾すると、深く信頼を寄せられるようになった。宇文護の下で軍司馬となり、軍事を委任された。ほどなく治御正に転じ、さらに宇文護の府の長史に任じられ、爵位を公に進められた。つねに宇文護の側近にあって、時策を説き述べると、その多くは採用された。北周の明帝は叱羅協の才能と見識を凡庸で浅薄なものとみなし、たびたび批判したが、宇文護の親任する人物を左遷することはできず、しぶしぶ受け入れていた。560年（武成2年）、明帝が死去すると、叱羅協は司会中大夫・中外府長史に任じられた。
保定年間、叱羅協は少保に任じられ、まもなく少傅に転じた。大将軍の号を受け、南陽郡公に封じられた。営作副監を兼ね、宮殿の造営を監督した。566年（天和元年）、叱羅協は旧姓の叱羅氏に戻りたいと宇文護を通じて奏請し、武帝に許可された。571年（天和6年）、位を柱国に進められた。宇文護は叱羅協が老齢なことからその致仕を許したが、叱羅協は引退を受け入れなかった。572年（建徳元年）、宇文護が殺害されると、叱羅協は官爵を剥奪された。
574年（建徳3年）、叱羅協は武帝により儀同三司の位を受け、南陽郡公の爵位にもどされた。10月17日、私邸で死去した。享年は75。

## 子女
- 叱羅金剛[2]（後嗣、顕武県侯）
- 叱羅山根
- 叱羅石柱
- 叱羅玉良
- 叱羅鉄柱[3]
- 叱羅氏（547年 - 569年、大都督・陽林伯長孫瑕にとついだ）[4]

## 伝記資料
- 『周書』巻11 列伝第3
- 『北史』巻57 列伝第45
- 大周開府南陽公墓誌（叱羅協墓誌）
- 周大督陽林伯長孫夫人羅氏墓誌銘（長孫君妻羅氏墓誌）